# Estádio Serra Dourada
Estádio Serra Dourada is een multi-functioneel sportstadion in Goiânia, Brazilië. Het stadion biedt ruimte voor 50.049 personen. Het werd gebouwd in 1975. Het is de thuishaven van de voetbalclubs Goiás EC en Vila Nova FC. Ex-Beatle Paul McCartney trad op 6 mei 2013 op in dit stadion als onderdeel van zijn Out There! Tour.
Het stadion werd ingewijd op 9 maart 1975 door een All-Star-team van de staat Goiás tegen het Portugese nationale elftal en werd met 2-1 gewonnen. Voor deze wedstrijd daagden 79.610 toeschouwers op, een record.
Het stadion betekende de doorbraak voor Goiás EC, dat hierna de topclub van de staat werd en hiermee de plaats innam van Goiânia EC, dat tot dan de grootste club van de staat was en zelfs nooit meer de titel zou winnen na de opening van het stadion.